# Marek Wydmuch

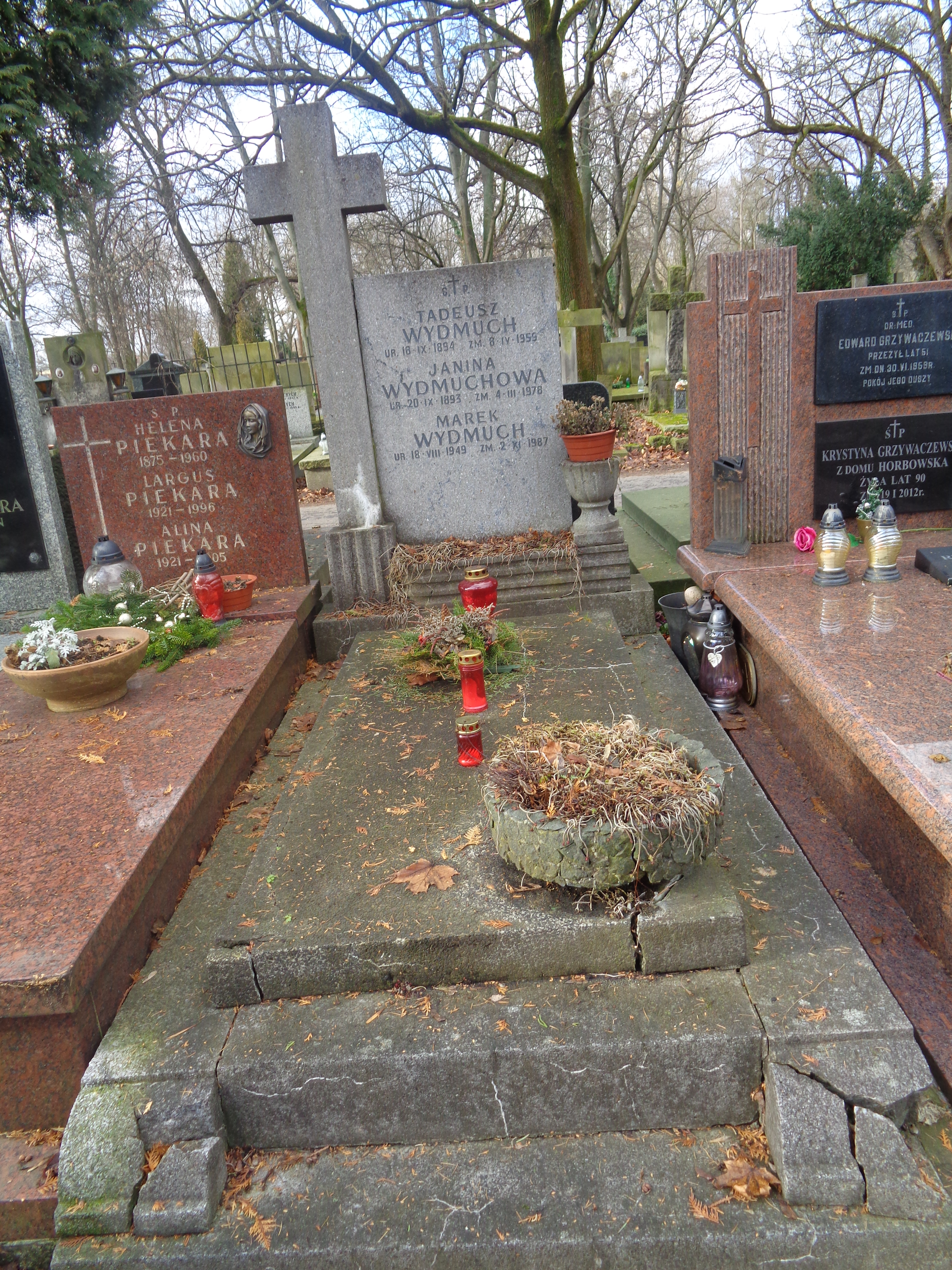
Grób Marka Wydmucha na Cmentarzu Powązkowskim

Marek Wydmuch (ur. 18 sierpnia 1949 w Warszawie, zm. 2 listopada 1987) – polski krytyk literacki, historyk i teoretyk literatury science-fiction, pisarz.
Urodził się w Warszawie. W 1972 ukończył germanistykę na Uniwersytecie Warszawskim. W okresie studiów członek Zrzeszenia Studentów Polskich. Po uzyskaniu tytułu magistra rozpoczął pracę jako asystent w Zakładzie Literatury Instytutu Germanistyki UW. Był jednym z redaktorów warszawskiej „Kultury”. Na jej łamach publikował teksty krytyczne. Współpracował z PIW-em i Czytelnikiem (1978–1984). Pisał m.in. do „Nowych Książek”, „Literatury na Świecie”. Zajmował się twórczością Tomasza Manna i Franza Kafki. Przełożył powieść Leo Parutza „Mistrz Sądu Ostatecznego”.
Jako autor SF debiutował – pod pseudonimem Piotr Rankiewicz – opowiadaniem Der Garten w niemieckim zbiorze Gespenstergeschichten aus Polen (1978). Był miłośnikiem twórczości Stefana Grabińskiego.
W 1975 opublikował książkę Gra ze strachem poświęconą literaturze horroru. Omówił w niej twórczość: Williama Thomasa Beckforda, Howarda Phillipsa Lovecrafta, Allana Edgara Poego.
Był żonaty z Anną Brzozowską-Wydmuch. Pochowany na cmentarzu Powązkowskim (kwatera 115-5-5).